# La bambina con la valigia (romanzo)
La bambina con la valigia è un romanzo per ragazzi della scrittrice inglese Jacqueline Wilson.

## Trama
La storia ha come protagonista Andy, una bambina di dieci anni i cui genitori hanno appena divorziato. Non riuscendo decidere con chi stare, la ragazza decide di vivere a settimane alterne prima da un genitore e poi dall'altro; tuttavia, soffre particolarmente per la sua situazione, in particolar modo faticando ad accettare il fatto che entrambi i genitori si sono risposati facendole acquisire dei fratellastri e sorellastre, e desidera riunire la madre e il padre per tornare a vivere nella loro vecchia casa.
Andy si chiude sempre più in se stessa, va male a scuola e si allontana dalla sua migliore amica, trovando conforto solo in un coniglietto giocattolo e in un giardino segreto che le ricorda la sua precedente abitazione. Una notte, dopo aver perso il suo gioco nel giardino, Andy scappa di casa nel cuore della notte per recuperarlo e conosce e fa amicizia con i proprietari del giardino. L'esperienza, che porta i genitori ad andarla a cercare in preda alla preoccupazione, le fa accettare la realtà del divorzio e le sue due nuove famiglie acquisite.